# Runjava Kotula
Runjava Kotula je nenaseljeni otočić južno od Pašmana, u hrvatskom dijelu Jadranskog mora.
Njegova površina iznosi 0,032 km². Dužina obalne crte iznosi 0,71 km.

## Vanjske poveznice
|  | Zajednički poslužitelj ima još gradiva o temi Runjava Kotula |